# Natalia Ardila-Mantilla
Natalia Ardila-Mantilla (* 1974 in Bogotá) ist eine Klavierspielerin und Musikpädagogin in Bereich Instrumental- und Vokalpädagogik aus Kolumbien.

## Leben
Ardila-Mantilla studierte von 1991 bis 1997 mit Hauptfach Klavier an der Universidad Javeriana in Bogotá. Daran schloss sich bis 2006 ein Studium der Instrumental- und Gesangspädagogik mit Hauptfach Klavier an der Universität für Musik und darstellende Kunst in Wien an. Im Anschluss nahm sie eine Unterrichtstätigkeit an der Musikschule Wien auf und arbeitete auch als Universitätsassistentin am Institut für Musikpädagogik weiter, wo sie 2013 ihre Promotion im Fach Musikpädagogik mit der Dissertation: „Musiklernwelten erkennen und gestalten. Eine qualitative Studie über Musikschularbeit in Österreich“ erreichte. 2015 wurde sie zur Professorin für Instrumental- und Vokalpädagogik an der Hochschule für Musik und Tanz in Köln berufen und ist Leiterin des Studiengangs sowie seit 2021 Prodekanin des Fachbereichs Musikwissenschaft, Musikpädagogik und Kirchenmusik. Sie ist außerdem Dozentin an der Landesmusikakademie NRW in Heek-Nienborg.
Ihr Forschungsschwerpunkt liegt bei der empirische Forschung mit qualitativen Verfahren im Musikschulbereich mit dem Schwerpunkt Musikvermittlung in formalen und informellen musikalischen Lernkontexten sowie in der Entwicklung von Konzepten zum Musizieren-Lernen in heterogenen Gruppen.

## Werke (Auswahl)
- 2009: Vom wilden Lernen, Schott Music, ISBN 978-3-7957-0665-4 in mehreren Auflagen
- 2015: Musikschule gibt es nur im Plural mit Peter Röbke und Hanns Christian Stekel, Helbling, ISBN 978-3-99035-353-0
- 2015: Herzstück Musizieren : instrumentaler Gruppenunterricht zwischen Planung und Wagnis mit Peter Röbke, Christine Stöger und Bianka Wüstehube, Schott Music, ISBN 978-3-7957-0954-9
- 2016: Musiklernwelten erkennen und gestalten. Eine qualitative Studie über Musikschularbeit in Österreich, LIT Wien, ISBN 978-3-643-50555-2
- 2022: EMSA – eine (Musik)Schule für alle mit Stephanie Buyken-Hölker, Ursula Schmidt-Laukamp und Christine Stöger,  Schott Music, ISBN 978-3-7957-2452-8

## Auszeichnungen
- 2021: Landeslehrpreis Nordrhein-Westfalen für herausragende Hochschullehre[1]